# フランチェスコ・バルディ
フランチェスコ・バルディ（Francesco Bardi, 1992年1月18日 - ）は、イタリア・トスカーナ州リヴォルノ出身のサッカー選手。ACレッジャーナ1919所属。ポジションはゴールキーパー。

## 経歴
2009年にASリヴォルノ・カルチョのトップチームに昇格し、5月15日のセリエB・パルマFC戦でプロデビューした。2011年1月3日、セリエAのインテルナツィオナーレ・ミラノに移籍した。2014年7月7日、ACキエーヴォ・ヴェローナにレンタル移籍した。2015年7月25日、プリメーラ・ディビシオンのRCDエスパニョールに期限付き移籍することが決定し、初の国外挑戦となった。
同クラブでは出場機会を得ることができず、翌年1月28日にフロジノーネ・カルチョへのローンが発表された。2017-18シーズンの結果クラブのセリエA復帰が決定したことにより、買い取り義務が履行され完全移籍となった。
2021年7月17日、ボローニャFCに移籍した。

## 代表歴
各年代のイタリア代表に選ばれていた。

## タイトル

### クラブ
インテル
- トルネオ・ディ・ヴィアレッジョ : 2011

### 個人
- セリエB年間最優秀ゴールキーパー : 2012-13
- UEFA U-21欧州選手権ベストイレブン : 2013